# Pet Sounds
Pet Sounds este al unsprezecelea album de studio al trupei americane The Beach Boys, lansat de Capitol Records pe 16 mai 1966. Este considerat unul dintre cele mai influente albume din istoria muzicii de consum și unul dintre cele mai bune albume ale anilor 1960. Pet Sounds a fost creat la câteva luni după ce Brian Wilson s-a retras din turneele Beach Boys pentru a se concentra pe noi piese și imprimări. În Pet Sounds a împletit straturi sofisticate de armonii vocale cu efecte sonore și instrumente neconvenționale: claxoane de bicicletă, orgă, clavecine, instrumente de suflat, fluiere de dresaj, trenuri, doze de Coca-Cola, lătraturi de câini și varietăți neobișnuite de chitare și instrumente cu clape.
În ciuda importanței albumului, la lansare nu a atins rangul de Gold, ajungând doar la numărul 10 în Billboard 200. A fost clasat pe primul loc în diverse clasamente ale celor mai bune albume din toate timpurile, precum al revistelor New Musical Express, The Times și Mojo Magazine. A fost clasat pe locul 2 în topul celor mai bune 500 de albume din toate timpurile al revistei Rolling Stone.

## Compoziție și producție

The Beach Boys.

Impresionat de unitatea pieselor de pe albumul Rubber Soul al formației The Beatles, format doar din compoziții originale, Wilson i-a declarat soției sale Marylin că va produce cel mai bun album rock din toate timpurile. În ianuarie 1966, Wilson îl va contacta pe Tony Asher, un tânăr scriitor de versuri pentru spoturi publicitare, lăsând-i o casetă cu negativul piesei "In My Childhood". Rezultatul final va fi redenumit "You Still Believe în Me", iar acest început îl va convinge pe Wilson că și-a găsit colaboratorul potrivit. Albumul, înregistrat pe parcursul a nouă luni de zile, constă în mare parte din colaborarea lui Brian Wilson cu muzicieni specializați pe lucrul în studio (session musicians), în lipsa celorlalți membri ai formației; după realizarea negativelor, Wilson îi va aduce în studio pe componenții Beach Boys pentru a înregistra părțile vocale de adăugat. Poza de pe coperta albumului, făcută la grădina zoologică din San Diego, este un joc pe titlul albumului ("sunete de companie").

## Reacție și influență
Deși nu a fost un bestseller de la început pentru trupă, Pet Sounds a fost influent încă din ziua în care a fost lansat. În Marea Britanie a fost primit cu mare entuziasm, lăudat de publicațiile muzicale și de marile staruri rock ale timpului. The Beatles au numit Pet Sounds o influentă majoră pentru albumul Sgt. Pepper's Lonely Hearts Club Band, și Paul McCartney îl consideră unul dintre albumele sale preferate. Eric Clapton, Elton John și Roger Waters sunt câțiva dintre artiștii care consideră că Pet Sounds este unul dintre marile albume ale secolului. Tom Petty a afirmat: "nu cred că ar fi o exagerare să-l compar [pe Brian] cu Beethoven - sau oricare alt compozitor".

### Acolade
| Publicație          | Țară           | Premiu                                                     | An   | Poziție |
| ------------------- | -------------- | ---------------------------------------------------------- | ---- | ------- |
| The Times           | Marea Britanie | The 100 Best Albums of All Time                            | 1993 | 1       |
| New Musical Express | Marea Britanie | New Musical Express Writers Top 100 Albums                 | 1993 | 1       |
| Mojo                | Marea Britanie | Mojo's 100 Greatest Albums of All Time                     | 1995 | 1       |
| The Guardian        | Marea Britanie | 100 Best Albums Ever                                       | 1997 | 6       |
| Channel 4           | Marea Britanie | The 100 Greatest Albums                                    | 1997 | 33      |
| Grammy Awards       | SUA            | Grammy Hall of Fame Award                                  | 1998 | *       |
| Virgin              | Marea Britanie | The Virgin Top 100 Albums                                  | 2000 | 18      |
| VH1                 | Marea Britanie | VH1's Greatest Albums Ever                                 | 2001 | 3       |
| BBC                 | Marea Britanie | BBC 6 Music: Best Albums of All Time                       | 2002 | 11      |
| Rolling Stone       | SUA            | The 500 Greatest Albums of All Time                        | 2003 | 2       |
| Jim DeRogatis       | SUA            | One Hundred and Ninety Eight Albums You Can't Live Without | 2003 | 2       |
| Robert Dimery       | SUA            | 1001 Albums You Must Hear Before You Die                   | 2006 | *       |
| Time Magazine       | SUA            | The All-TIME 100 Albums                                    | 2006 | *       |
| Q                   | Marea Britanie | Q Magazine's 100 Greatest Albums Ever                      | 2006 | 12      |
| The Observer        | Marea Britanie | The 50 Albums That Changed Music                           | 2006 | 10      |

(*) denotă o listă fără ranguri.

## Lista de piese
Partea întâi
1. Wouldn't It Be Nice (2:34)
2. You Still Believe in Me (2:31)
3. That's Not Me (2:30)
4. Don't Talk (Put Your Head On My Shoulder) (2:59)
5. I'm Waiting For The Day (3:06)
6. Let's Go Away For Awhile (2:18)
7. Sloop John B (3:03)

Partea a doua
1. God Only Knows (2:55)
2. I Know There's An Answer (3:20)
3. Here Today (2:49)
4. I Just Wasn't Made For These Times (3:23)
5. Pet Sounds (2:19)
6. Caroline, No (2:15)